# ランゲルハンス島の午後
『ランゲルハンス島の午後』（ランゲルハンスとうのごご）は村上春樹、安西水丸共著のエッセイ集、画集。

## 概要
1986年11月、光文社より刊行された。『CLASSY』（1984年6月号～1986年5月号）に連載された「村上朝日堂画報」の24編のエッセイと、書き下ろしのエッセイ「ランゲルハンス島の午後」を収録している。1990年10月、新潮社より新潮文庫として文庫化された。
見開き2ページの村上の文のあとに、同じく見開き2ページの安西の絵（一枚の絵）が続く。
ランゲルハンス島とは、膵臓内の細胞の集合体の名であり地名ではないが、作中ではランゲルハンス島を空想上の概念・理想郷として実体化している。

## 内容
- 先日ある女の子に「ハルキさんはUFOも見られないからダメなのよ」という意味のことを言われた。小説家としてやっていくにはUFOのひとつくらい見ておかねばならないのかもしれない。
- 「そば屋が忙しい」「八百屋が忙しい」というのは実感としてわかる。しかし「会社が忙しい」というのはよくわからない。
- 三回に一回はリンスで髪を洗ってシャンプーでリンスしてしまう。
- 都市のまんなかで息をひきとった人々はどのような道筋を辿って死者の国へと向かうのだろう。
- 世の中には美味しいオン・ザ・ロックと美味しくないオン・ザ・ロックがあるわけだろうが、美味しい方のオン・ザ・ロックには確実に哲学がある。

## サマセット・モームのものとされる名言について
「哲学としてのオン・ザ・ロック」に、村上が高校時代に読んだ英文解釈の参考書に書かれていたというサマセット・モームの名言として「どんな髭剃りにも哲学はある」が引用されているが、日本モーム協会の調査によればモームの著書に同様の記述は存在しない。